# Pungent Stench
Pungent Stench (с англ. — «Едкое зловоние») — австрийская дэт-метал-группа, основанная в Вене в 1988 году.

## История
Группа была создана несколькими австрийскими музыкантами в 1988 году. Уже изначально Pungent Stench отличался от других групп данного стиля крайней экстравагантностью: в текстах откровенно эксплуатировалась тема сексуальных девиаций, в оформлении альбомов использовались шокирующие фотографии Джоэла Уиткина, музыканты выступали в традиционной одежде католических священников.
В 1995 году группа распалась (лидер коллектива Мартин Ширенк занялся другим своим проектом — Hollenthon), но в 1999 году музыканты вновь воссоединились. Было записано несколько новых альбомов, группа вела активную концертную деятельность, в том числе посещала с гастролями Россию.
В 2007 группа вновь объявила о своём распаде.
В 2013 группа вновь воссоединилась под названием The Church of Pungent Stench, однако в том же году Мартину Ширенку пришлось сменить название на Schirenc Plays Pungent Stench.

## Состав

### Финальный состав
- Мартин Ширенк (Эль-Кочино) — вокал, гитара (1988—1995, 1999—2007)
- Эл Гор — бас-гитара (2004—2007)
- Алекс Ванк — ударные (1988—1995, 1999—2007)

### Бывшие участники
- Фабио Тести — бас-гитара (2004)
- Яцек Перковский — бас-гитара (1988—1995)
- Преподобный Маусна — бас-гитара (1999—2004)

## Дискография
Студийные альбомы
- 1990 — For God Your Soul… For Me Your Flesh
- 1991 — Been Caught Buttering
- 1994 — Club Mondo Bizarro — For Members Only
- 2001 — Masters Of Moral, Servants Of Sin
- 2004 — Ampeauty
- 2018 — Smut Kingdom

Мини-альбомы
- 1989 — Extreme Deformity
- 1991 — Shisyu
- 1993 — Dirty Rhymes And Psychotronic Beats

Сборники
- 1997 — Praise The Names Of The Musical Assassins
- 2018 — First Recordings

Другие релизы
- 1988 — Mucous Secretion (демо)
- 1989 — Pungent Stench/Disharmonic Orchestra (сплит с Disharmonic Orchestra)
- 1990 — Benediction/Pungent Stench (сплит с Benediction)
- 1993 — Video La Muerte (видеоальбом)
- 2001 — Loot, Shoot, Electrocute/The Temple of Set (сплит с Benediction)